# قابوس بن سعید
قابوس بن سعید بن تیمور بوسعیدی (۱۸ نوامبر ۱۹۴۰ – ۱۰ ژانویه ۲۰۲۰) سلطان عمان بود. وی که در صلاله متولد شده، چهاردهمین فرد در زنجیره مستقیم سلاطین خاندان آل بوسعید از دودمان بنی لام که نسب آنها به بنی طی می‌رسد. لقب رسمی او در عربی جلالة السلطان المعظم قابوس بن سعید آل سعید (به معنی: اعلیحضرت سلطان بزرگ قابوس فرزند سعید از خاندان سعید) بود. وی بیشترین طول دوران پادشاهی را در بین دیگر حاکمان کشورهای عربی داشت.

## سلاطین آل بوسعید
خاندان سلطنتی آل بوسعید در سال ۱۷۴۱ میلادی توسط احمد بن سعید بوسعیدی بنا نهاده شد. احمد بن سعید در میان عمانی‌ها از جایگاه ویژه‌ای برخوردار است؛ چرا که وی پس از یک سلسله جنگ‌های طولانی، با غلبه بر شورشیان توانست در کل کشور عمان امنیت و نظم برقرار نماید.

## زندگی شخصی
قابوس مسلمان از فرقه اباضیه بود، که به‌طور سنتی بر عمان حاکم بوده‌اند. قابوس مراحل اولیه تعلیم و دوران کودکی را در زادگاهش شهر صلاله پشت سرگذاشت و سپس در سن ۱۶ سالگی به دستور پدرش سلطان سعید بن تیمور به انگلستان فرستاده شد. او به مدت دو سال در آکادمی نظامی سلطنتی سندهرست آموزش دید.
سپس یکسال را هم با عضویت در نیروی زمینی بریتانیا سپس در تشکیلات ستاد ارتش آلمان غربی مشغول به کار شد و پس از برگشت از آلمان، دوره علوم مدیریت حکومتی را در انگلیس گذراند. تحصیلات قابوس مجدداً با گذراندن دوره آموزش خصوصی یکساله تکمیل گردید و وی در اواخر ۱۹۶۴ میلادی به عمان بازگشت.
لازم است ذکر شود که سلطان قابوس بن سعید با دختر عمویش ازدواج کرده و بعد از مدتی از آن جدا شده و بعد از آن دیگر ازدواج نکرد و هیچ فرزندی ندارد. سلطان قابوس بن سعید مشتاق و مروج موسیقی کلاسیک بود. ارکستر ۱۲۰ نفری وی در خاورمیانه از شهرت بالایی برخوردار است.

## سلطنت
قابوس بن سعید در سال ۱۳۴۹ (۱۹۷۰ میلادی) پدر خود سلطان سعید بن تیمور آل بوسعید را در کودتایی آرام و بدون خونریزی کنار گذاشت و پس از آنکه او را به تبعید فرستاد؛ به جای پدرش بر مسند حکومت نشست و لقب سلطان قابوس بن سعید؛ سلطان عمان گرفت. وی به محض رسیدن به قدرت از صلاله به مسقط نقل مکان نمود. پدر سلطان قابوس نیز در سال ۱۹۷۲ میلادی درگذشت.

## مدیریت و زمامداری

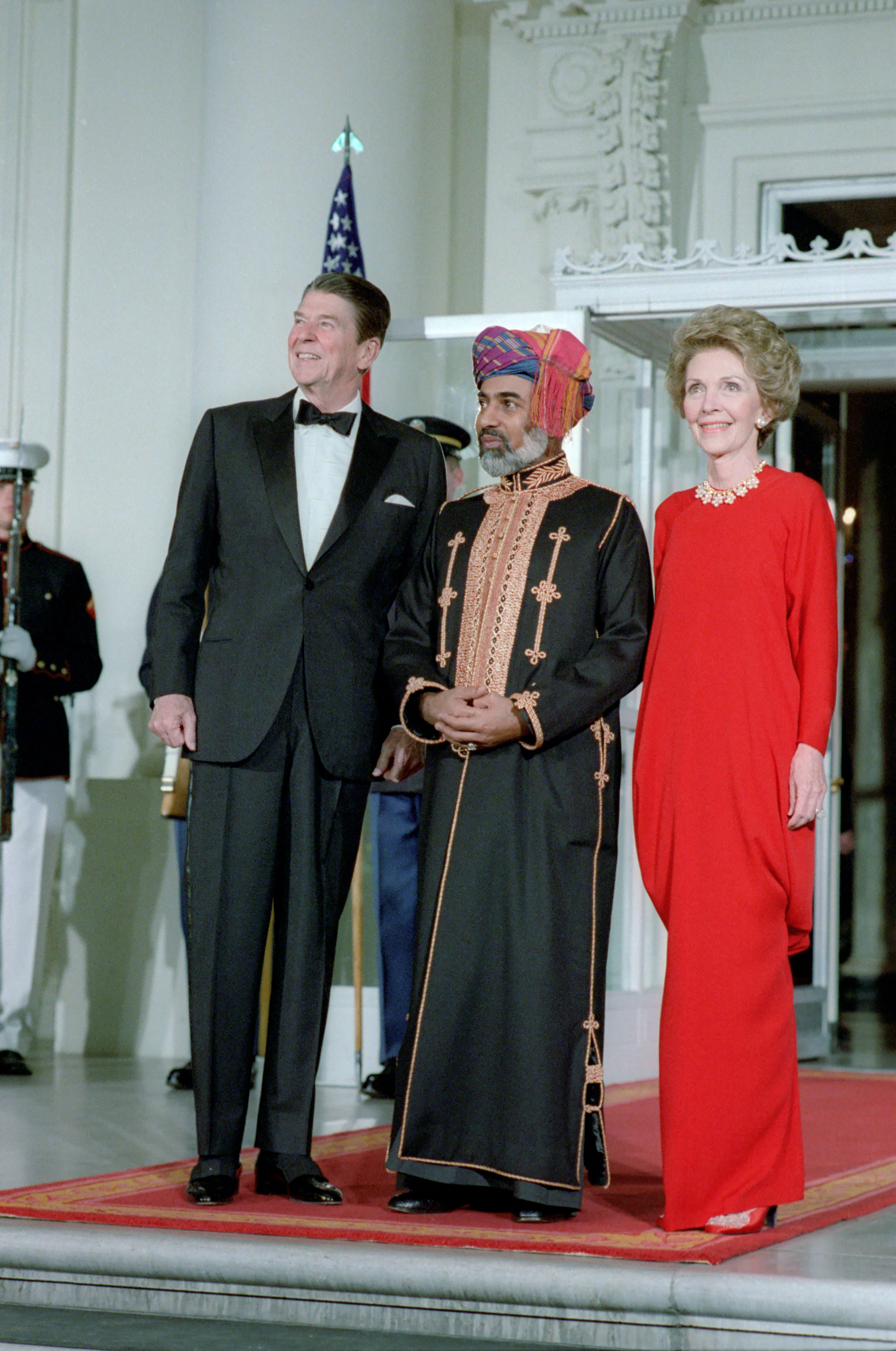
قابوس میان نانسی و رونالد ریگان، ۱۲ آوریل ۱۹۸۳‏

قابوس کشور عمان را که در آغاز زمامداریش سخت عقب‌افتاده و منزوی از دنیا بود، به سوی پیشرفت اقتصادی هدایت کرد. او با استفاده از منابع ارزی ناشی از درآمدهای نفتی و جهانگردی، زیرساخت‌هایی را ایجاد کرد و مسکن و مدرسه و بندرگاه ساخت. خود نیز با استفاده از این منابع ثروت شخصی عظیمی اندوخت به‌گونه‌ای که بنا بر گزارشهای نشریات غربی، یکی از ده پادشاه ثروتمند جهان به‌شمار می‌رفت.
او در عین حال یکی از محبوب‌ترین آن‌ها در میان مردمشان به حساب می‌آمد. شکاف‌های طبقاتی و اجتماعی در عمان نسبت به بسیاری از کشورهای عربی در سطح محدودتری است و روند مدرن‌سازی با آسیب‌ها و محرومیت‌های اجتماعی شدید توأم نبوده‌است.
مدرن‌سازی نظام آموزشی عمان دستاوردهای قابل اعتنایی داشته و دسترسی به آموزش در این کشور دو میلیون و ۶۰۰ هزار نفر (یک میلیون و ۹۰۰ هزار نفر بومی و ۷۰۰ هزار نفر خارجی) به امری قابل دسترس بدل شده‌است. دولت سالانه یک چهارم بودجه خود را به امور آموزشی اختصاص می‌دهد. در زمینه برابری قانونی زن و مرد نیز عمان از همه کشورهای عرب منطقه پیشروتر است.
اگرچه عمان عمدتاً مسلمان هستند، اما قابوس آزادی مذهبی را در این کشور اعطا کرد و ساخت چهار کلیسای کاتولیک و پروتستان در این کشور و همچنین چندین معابد هندو را تأمین مالی کرده‌است.
در مجموع، سلطان قابوس در عرصه اجتماعی و سیاسی نوعی ثبات توأم با اصلاحات محافظه‌کارانه را دنبال کرده و به رغم قدرت مطلقه‌اش با خواست‌های محدودی که اینجا و آنجا در جامعه محافظه‌کار عمان شکل گرفته همراهی و همگامی نشان داده‌است تا ثبات کشور و تاج و تخت دستخوش بحران نشود. همین رفتار در جریان بهار عربی که تنش‌های محدودی در درون عمان نیز در پی داشت، سبب شد که این کشور در مجموع با عوارض و پیامدهای محدود، بحران را از سر بگذراند.
عمده وعده‌های سلطان قابوس برای بهبود وضعیت اقتصادی و ایجاد مشاغل دولتی تا حدودی جامه عمل پوشیده‌است، ولی وعده تبدیل پادشاهی مطلقه به یک پادشاهی مشروطه کم و بیش روی کاغذ مانده‌است. در واقع هم تحولات منفی در سایر کشورهای بهار عربی و هم قدرت ناچیز مخالفان در عمان سبب شده که اصلاحات یادشده چندان پیگیری نشوند.
این در حالی است که نارضایتی از فساد اداری و انباشت ثروت کشور در دست نزدیکان پادشاه رو به افزایش بود اما اقدام دولت در تابستان ۲۰۱۴ در حذف یارانه ۷۰ قلم کالا و افزایش قیمت این کالاها نیز تأثیر مثبتی در میان مردم باقی گذاشت.

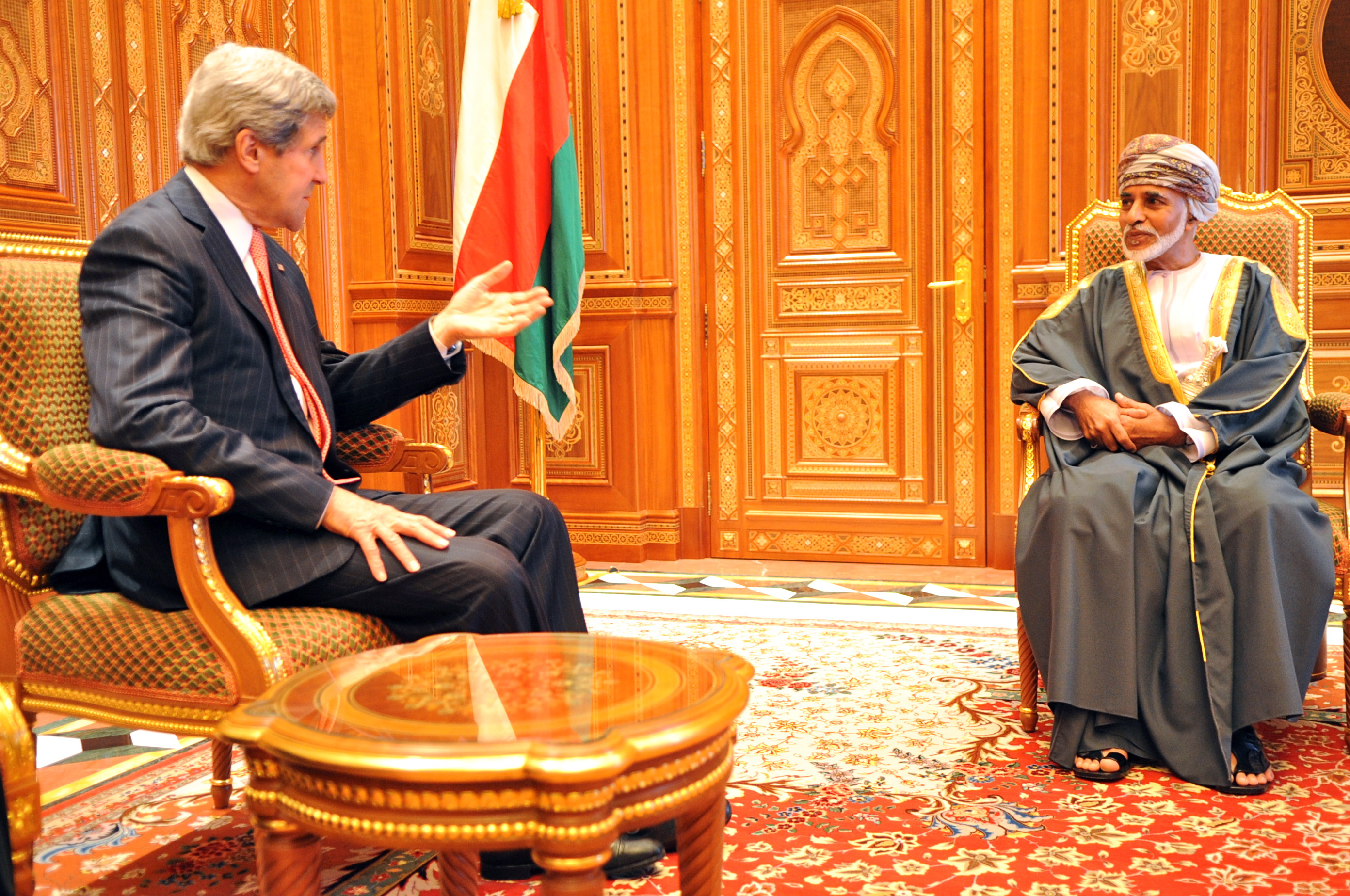
سلطان قابوس و جان کری، مه ۲۰۱۳

بر پایه گزارش‌های سازمان ملل متحد، سلطان‌نشین عمان از جمله کشورهایی به‌شمار می‌آید که در چهار دهه گذشته بیشترین میزان پیشرفت را شاهد بوده‌است. سلطان قابوس دستور داد تا خیابان‌ها، مدارس و بیمارستان‌های جدید ساخته شوند و برق و آب لوله‌کشی به دورترین نقاط کشور راه پیدا کند. دولت عمان به مدت چندین دهه، بسیاری از شهروندان را در وزارتخانه‌ها و ادارات دولتی به کار گرفت و امروز به همین دلیل، بخش خدمات عمومی اشباع شده‌است. بر پایه آخرین آماری که در ۲۰۱۸ میلادی منتشر شد از مجموع ۴ میلیون و ۵۷۳ هزار ۸۹۳ تن جمعیت عمان، ۲ میلیون و ۵۲ هزار و ۶۰۴ تن یا به عبارتی ۴۴٫۸ درصد آن را کارگران خارجی تشکیل می‌دهند.
سلطان قابوس در دوره سلطنت خود ارتباط مستقیمی با مردم داشت و تورهای دیدار با مردم را به راه انداخت. او در سیستم حکمرانی خود دیگران را نیز شرکت می‌داد و از توصیه‌های دیگران بهره می‌برد. به همین دلیل، در میان مردم و صاحب‌منصبان محبوب شد.
همچنین سلطان قابوس از طریق کمک مالی به یونسکو در اوایل دهه ۱۹۹۰، جایزه سلطان قابوس برای حفظ محیط زیست را تأمین مالی کرد، تا بتواند کمک برجسته ای در مدیریت و حفظ محیط زیست کند. این جایزه از سال ۱۹۹۱ هر دو سال یک بار اهدا می‌شود. عمان در سال ۲۰۱۵ اصلی‌ترین مقصد سرمایه‌گذاری مستقیم خارجی در منطقه خلیج فارس بود، به طوری که سرمایه‌گذاران ۱۹٫۶ میلیارد دلار به عمان سرازیر کردند. قابوس از طرفداران فرهنگ و موسیقی است و اولین کسی است که دستور ایجاد خانه اپرا و موسیقی در کشورهای حوزه خلیج فارس را در عمان صادر کرد. وی همچنین برای ترویج صنعت سینما دستور به ساخت سینمای مدرن در عمان را نیز صادر کرد.
ایران دودمان پهلوی (پس از آمریکا و بریتانیا) نخستین کشور منطقه بود که حکومت سلطان قابوس در پی کودتا علیه پدرش را در سال ۱۹۷۰ به رسمیت شناخت. یک سال بعد، سلطان قابوس بن سعید آل سعید در اولین دیدارش از ایران در ردیف میهمانان ویژه جشن‌های ۲۵۰۰ ساله شاهنشاهی ایران در تخت جمشید حضور یافت. نقش اصلی در پشتیبانی از نیروهای نظامی عمان و حتی رویارویی مستقیم با شبه نظامیان چپگرای ظفار در شورش ظفار بر عهده نیروهای نظامی ایران بود که به موجب عملیات نظامی ارتش شاهنشاهی ایران در ظفار، ایران توانست زمام امور را در سال ۱۹۷۵ به سلطان قابوس بازگرداند. از آن هنگام تاکنون به عقیده برخی تحلیلگران عرب، سلطان قابوس حکومتش را مدیون ایرانی‌هایی می‌داند که در روزهای سخت به یاری‌اش شتافتند.
در سه دهه اول پس از انقلاب ۱۳۵۷ ایران او هیچ‌گاه به تهران سفر نکرد. اما جهت‌گیری محافظه‌کارانه‌اش در سیاست خارجی سبب شد که دعوت به اولین دیدار از ایران در اوج انتخابات ریاست جمهوری سال ۱۳۸۸ را لغو نکند و در گرماگرم اعتراض‌ها به نتیجه انتخابات به تهران برود. سومین سفر قابوس به تهران شهریور ۱۳۹۲ و اندکی پس از آغاز دوران ریاست جمهوری حسن روحانی انجام شد.
سلطان قابوس در عرصه سیاسی از مؤسسان شورای همکاری خلیج فارس در سال ۱۹۸۱ میلادی بود.
اعتبار جهانی او بر مبنای سیاست «دوستی با همه، دشمنی با هیچ‌کس» شکل گرفت؛ سیاستی که عمان را به کشوری محوری در برخی معادلات منطقه‌ای تبدیل کرد. سیاست عدم تعهد سیاسی به ائتلاف‌ها یا کشورهای دیگر از او یک چهره بین‌المللی بی‌طرف ساخته بود.

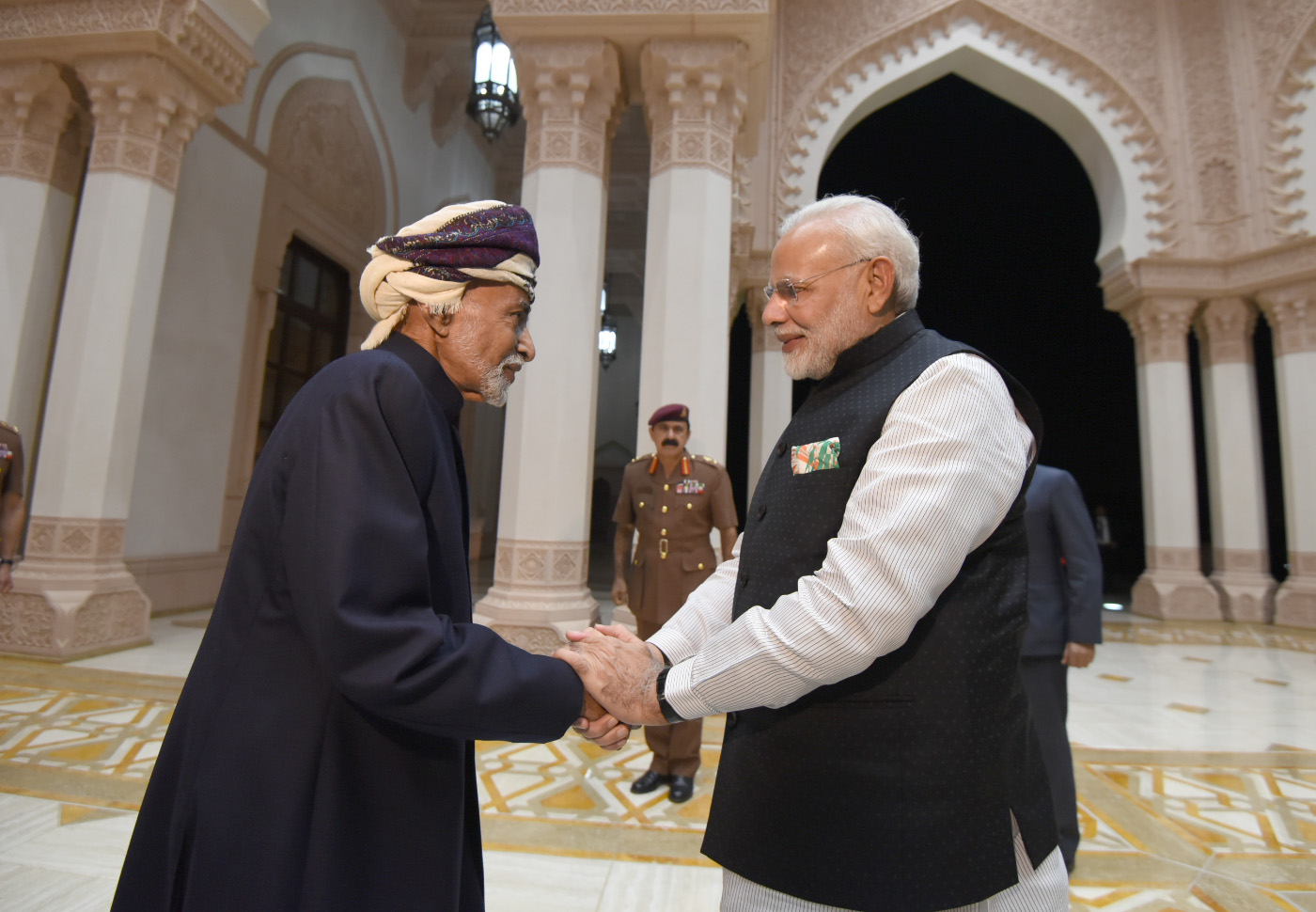
قابوس و نارندرا مودی، فوریه ۲۰۱۸

میانجیگری عمان بین یمن و عربستان، عراق و کویت، اروپا و سوریه و مواردی دیگر که مهم‌ترین آن‌ها منجر به توافق ایران و آمریکا برای انجام گفتگو در چارچوب مذاکرات هسته‌ای ۵+۱ شد، از جمله موارد ثبت‌شده در کارنامه اوست. سلطان قابوس در نزاع امارات، عربستان و بحرین با قطر جانب هیچ‌یک از طرف‌ها را نگرفت. در اکتبر سال ۲۰۱۸، سلطان قابوس نخست‌وزیر اسرائیل بنیامین نتانیاهو را به حضور پذیرفت تا وی را ملاقات کند. عمان کشوری است که روابط رسمی دیپلماتیک با اسرائیل ندارد.

## بیماری و مرگ
سلطان قابوس در سال ۲۰۱۴ به سرطان روده بزرگ مبتلا شد و مورد معالجه پزشکی قرار گرفت اما در ۱۴ دسامبر ۲۰۱۹ با بازگشت بیماری او به بلژیک سفر کرد تا دوباره مورد معالجه قرار گیرد اما معالجه خود را نیمه کاره رها کرد و به عمان بازگشت و در نهایت در تاریخ ۱۰ ژانویه ۲۰۲۰ در ۷۹ سالگی درگذشت. روز بعد از مرگ او، دولت سه روز عزای ملی اعلام کرد.

## جانشینی

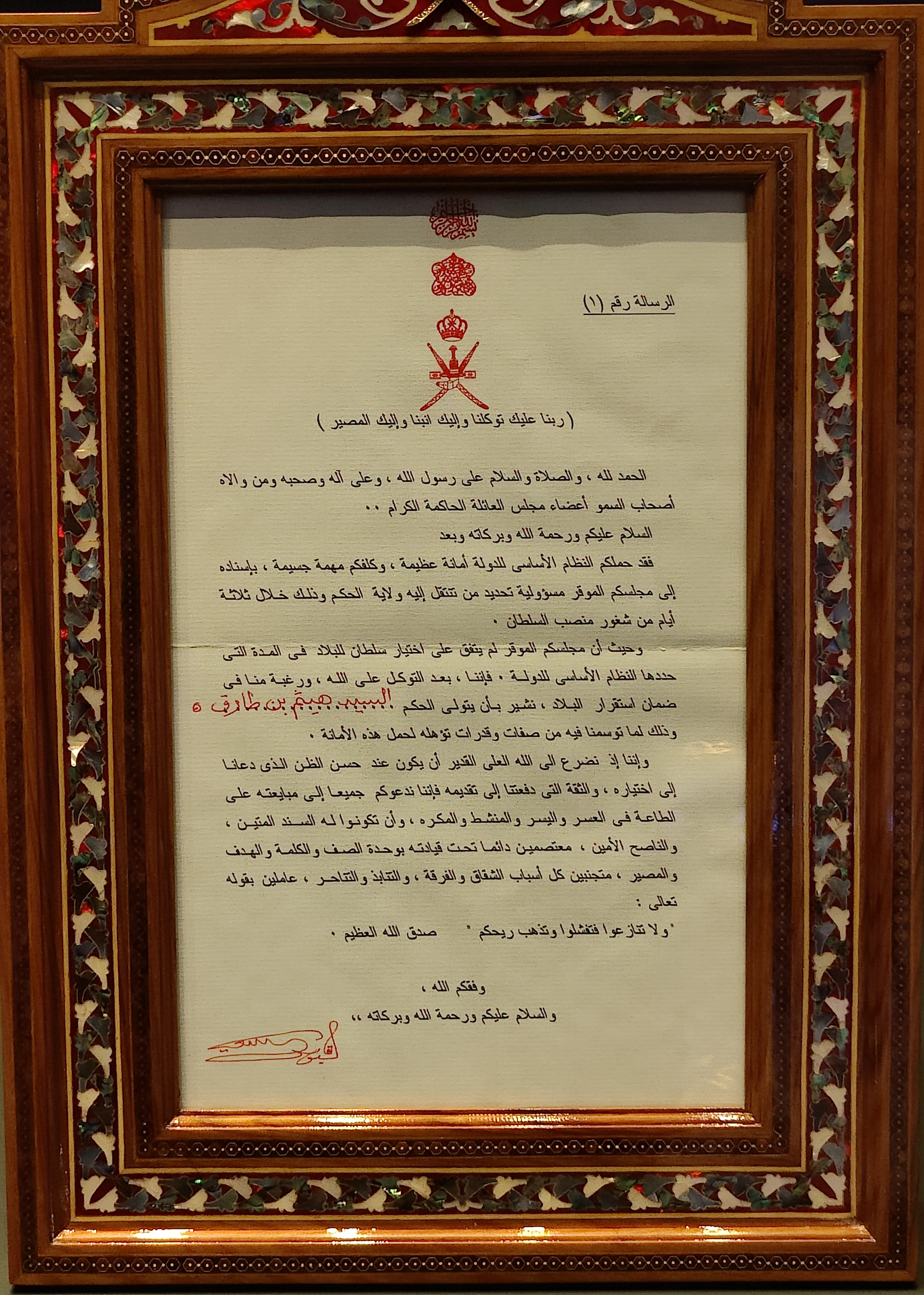
آخرین وصیت نامه سلطان قابوس بن سعید

پس از تابستان ۲۰۱۴ و طولانی‌شدن اقامت قابوس در آلمان و غیاب او در مسقط حتی در عید قربان، گمانه‌زنی‌ها بر احتمال نزدیک بودن مرگ وی بر اثر ابتلا به سرطان روده بزرگ بالا گرفته‌بود. وی هیچ فرزند یا برادری نداشت که جانشین او شوند. گفته می‌شود یک توافق اعلام نشده وجود دارد که کسی دربارهٔ جانشینی سلطان، صحبت نکند زیرا هر گاه صحبتی انجام شود، بلافاصله تقسیم‌بندی صورت می‌گیرد و نزاع برای قدرت آغاز می‌شود. سلطان قابوس سه پسر عمو به نام‌های اسعد، شهاب و هیثم داشت که از شانس بیشتری برای جانشینی برخوردار بودند. هیثم بن طارق در تاریخ ۱۱ ژانویه ۲۰۲۰ در سن ۶۵ سالگی به‌عنوان جانشین سلطان قابوس بن سعید انتخاب گردید. هیثم، پسرعموی وی و وزیر سابق میراث فرهنگی عمان بود.